# La mujer de otro
La mujer de otro es una película dramática española de 1967 dirigida por Rafael Gil y protagonizada por Martha Hyer, Analía Gadé y John Ronane. El guion está basado en la novela homónima de Torcuato Luca de Tena sobre las consecuencias de un adulterio. Nati Mistral canta algunas canciones.

## Sinopsis
Tras de diez años de matrimonio y dos hijos, Ana María se encuentra con Andrés, un viejo amigo del que siempre ha estado enamorada. Cuando Pepa, su mejor amiga desde la infancia, se percata de lo que está sucediendo, lucha por apartarla del mal camino.

## Reparto
- Martha Hyer - Ana María
- Analía Gadé  - Pepa
- John Ronane - Andrés
- Ángel del Pozo - Enrique
- Elisa Ramírez - Alicia
- Manuel Alexandre  - Policía
- María Francés
- Pastora Peña
- Erasmo Pascual - Hombre del bar
- Rafaela Aparicio - Mujer del bar
- Rafael Hernández - Conductor de excavadora
- Ángel de Andrés - Taxista
- Ana María Noé
- Alberto Dalbés  - Santiago
- Fosco Giachetti  - Alberto
- Inma de Santis - Ana María de niña[4]

## Premios y nominaciones
En los Premios del Sindicato Nacional del Espectáculo de 1967 ganó los premios al mejor guion y la mejor fotografía. [5]